# Деян Франкович
Деян Франкович (серб. Dejan Franjković; нар. 26 жовтня 1987) — сербський борець греко-римського та вільного стилів, дворазовий чемпіон Середземноморських чемпіонатів з греко-римської боротьби, бронзовий призер Середземноморського чемпіонату з вільної боротьби, багаторазовий призер престижних міжнародних турнірів.

## Біографія
Боротьбою почав займатися з 1995 року.
Виступає за спортивний клуб «Пролетер», Зренянин.

## Спортивні результати на міжнародних змаганнях

### Виступи на Чемпіонатах світу
| Змагання                        | Збірна | Вагова категорія                 | Місце |
| ------------------------------- | ------ | -------------------------------- | ----- |
| Чемпіонат світу з боротьби 2011 | Сербія | греко-римська боротьба, до 96 кг | 32    |
| Чемпіонат світу з боротьби 2013 | Сербія | греко-римська боротьба, до 96 кг | 25    |
| Чемпіонат світу з боротьби 2015 | Сербія | греко-римська боротьба, до 85 кг | 30    |

### Виступи на Чемпіонатах Європи
| Змагання                         | Збірна | Вагова категорія                 | Місце |
| -------------------------------- | ------ | -------------------------------- | ----- |
| Чемпіонат Європи з боротьби 2008 | Сербія | греко-римська боротьба, до 96 кг | 27    |
| Чемпіонат Європи з боротьби 2011 | Сербія | греко-римська боротьба, до 96 кг | 21    |
| Чемпіонат Європи з боротьби 2012 | Сербія | греко-римська боротьба, до 96 кг | 20    |
| Чемпіонат Європи з боротьби 2013 | Сербія | греко-римська боротьба, до 96 кг | 13    |
| Чемпіонат Європи з боротьби 2017 | Сербія | греко-римська боротьба, до 85 кг | 9     |

### Виступи на Європейських іграх
| Змагання              | Збірна | Вагова категорія                 | Місце |
| --------------------- | ------ | -------------------------------- | ----- |
| Європейські ігри 2015 | Сербія | греко-римська боротьба, до 85 кг | 19    |

### Виступи на Середземноморських чемпіонатах
| Змагання                                     | Збірна | Вагова категорія                 | Місце  |
| -------------------------------------------- | ------ | -------------------------------- | ------ |
| Середземноморський чемпіонат з боротьби 2011 | Сербія | греко-римська боротьба, до 96 кг | 5      |
| Середземноморський чемпіонат з боротьби 2011 | Сербія | вільна боротьба, до 96 кг        | Бронза |
| Середземноморський чемпіонат з боротьби 2012 | Сербія | греко-римська боротьба, до 96 кг | Золото |
| Середземноморський чемпіонат з боротьби 2014 | Сербія | греко-римська боротьба, до 85 кг | Золото |

### Виступи на інших змаганнях
| Змагання                                                         | Збірна | Вагова категорія                  | Місце  |
| ---------------------------------------------------------------- | ------ | --------------------------------- | ------ |
| Олімпійський кваліфікаційний турнір з боротьби 2008 (Роме-Остія) | Сербія | греко-римська боротьба, до 96 кг  | 25     |
| Олімпійський кваліфікаційний турнір з боротьби 2008 (Новий Сад)  | Сербія | греко-римська боротьба, до 96 кг  | 21     |
| Гран-прі Словенії з боротьби 2011                                | Сербія | греко-римська боротьба, до 96 кг  | 5      |
| Золотий Гран-прі з боротьби 2011 (Сомбатгей)                     | Сербія | греко-римська боротьба, до 96 кг  | 14     |
| Турнір Дана Колова — Николи Петрова 2012                         | Сербія | греко-римська боротьба, до 96 кг  | 11     |
| Золотий Гран-прі з боротьби 2012 (Сомбатгей)                     | Сербія | греко-римська боротьба, до 96 кг  | 13     |
| Олімпійський кваліфікаційний турнір з боротьби 2012 (Софія)      | Сербія | греко-римська боротьба, до 96 кг  | 11     |
| Олімпійський кваліфікаційний турнір з боротьби 2012 (Гельсінкі)  | Сербія | греко-римська боротьба, до 96 кг  | 7      |
| Міжнародний турнір Любомира Івановича-Гедзи 2012                 | Сербія | греко-римська боротьба, до 96 кг  | Срібло |
| Міжнародний турнір Любомира Івановича-Гедзи 2012                 | Сербія | греко-римська боротьба, до 120 кг | Бронза |
| Турнір Вехбі Емре 2013                                           | Сербія | греко-римська боротьба, до 96 кг  | 9      |
| Міжнародний турнір Любомира Івановича-Гедзи 2013                 | Сербія | греко-римська боротьба, до 96 кг  | Срібло |
| Золотий Гран-прі з боротьби 2013 (Сомбатгей)                     | Сербія | греко-римська боротьба, до 96 кг  | 9      |
| Кубок Якоба Курбі 2013                                           | Сербія | греко-римська боротьба, до 96 кг  | 4      |
| Золотий Гран-прі з боротьби 2014 (Сомбатгей)                     | Сербія | греко-римська боротьба, до 98 кг  | 15     |
| Міжнародний турнір Любомира Івановича-Гедзи 2014                 | Сербія | греко-римська боротьба, до 98 кг  | 5      |
| Відкритий чемпіонат Загреба з боротьби 2015                      | Сербія | греко-римська боротьба, до 85 кг  | 5      |
| Гран-прі FILA 2015                                               | Сербія | греко-римська боротьба, до 85 кг  | 18     |
| Міжнародний турнір Любомира Івановича-Гедзи 2015                 | Сербія | греко-римська боротьба, до 85 кг  | Срібло |
| Меморіал Іона Корнеану 2015                                      | Сербія | греко-римська боротьба, до 85 кг  | Бронза |
| Гран-прі Загреба з боротьби 2017                                 | Сербія | греко-римська боротьба, до 85 кг  | 9      |
| Гран-прі Угорщини з боротьби 2017                                | Сербія | греко-римська боротьба, до 85 кг  | 12     |
| Клубний чемпіонат світу з боротьби 2018                          | Сербія | команда                           | 8      |
| Кубок Тахті 2019                                                 | Сербія | греко-римська боротьба, до 97 кг  | 15     |
| Чемпіонат Сербії з боротьби 2020                                 | Сербія | греко-римська боротьба, до 130 кг | Срібло |